# آلفونسوی هشتم، پادشاه کاستیا
آلفونسوی هشتم کاستیا (انگلیسی: Alfonso VIII of Castile) یکی از پادشاهان کاستیل بود.